# Lijst van voetbalinterlands Georgië - Wales
Deze lijst van voetbalinterlands is een overzicht van alle officiële voetbalwedstrijden tussen de nationale teams van Georgië en Wales. De landen speelden tot op heden vijf keer tegen elkaar. De eerste ontmoeting, een kwalificatiewedstrijd voor het Europees kampioenschap voetbal 1996, werd gespeeld in Tbilisi op 16 november 1994. Het laatste duel, een kwalificatiewedstrijd voor het Wereldkampioenschap voetbal 2018, vond plaats op 6 oktober 2017 in Tbilisi.

## Wedstrijden
| № | Plaats  | Datum            | Competitie           | Wedstrijd       | Uitslag |
| - | ------- | ---------------- | -------------------- | --------------- | ------- |
| 1 | Tbilisi | 16 november 1994 | EK 1996 kwalificatie | Georgië – Wales | 5 – 0   |
| 2 | Cardiff | 7 juni 1995      | EK 1996 kwalificatie | Wales – Georgië | 0 – 1   |
| 3 | Swansea | 20 augustus 2008 | Vriendschappelijk    | Wales – Georgië | 1 – 2   |
| 4 | Cardiff | 9 oktober 2016   | WK 2018 kwalificatie | Wales – Georgië | 1 – 1   |
| 5 | Tbilisi | 6 oktober 2017   | WK 2018 kwalificatie | Georgië – Wales | 0 – 1   |

## Samenvatting
| Competitie        | Totaal gespeeld | Winst Georgië | Gelijk | Winst Wales | Doelsaldo Georgië – Wales |
| ----------------- | --------------- | ------------- | ------ | ----------- | ------------------------- |
| WK-kwalificatie   | 2               | 0             | 1      | 1           | 1 − 2                     |
| EK-kwalificatie   | 2               | 2             | 0      | 0           | 6 − 0                     |
| Vriendschappelijk | 1               | 1             | 0      | 0           | 2 − 1                     |
| Totaal            | 5               | 3             | 1      | 1           | 9 − 3                     |

## Details

### Eerste ontmoeting
| EK 1996 kwalificatie (Tbilisi, Georgië, 16 november 1994):                                                 |       |       |
| Georgië | 5 – 0 | Wales |
| Temoeri Ketsbaia 29' Giorgi Kinkladze 39' Temoeri Ketsbaia 48' Gotsja Gogritsjiani 58' Sjota Arveladze 65' | goals |       |

### Tweede ontmoeting
| EK 1996 kwalificatie (Cardiff, Wales, 7 juni 1995): |       |                      |
| Wales                                               | 0 – 1 | Georgië              |
|                                                     | goals | 73' Giorgi Kinkladze |

### Derde ontmoeting
| Vriendschappelijk (Swansea, Wales, 20 augustus 2008): |       |                                     |
| Wales                                                 | 1 – 2 | Georgië                             |
| Jason Koumas 16'                                      | goals | 66' Levan Kenia 90' Beka Gotsiridze |

### Vijfde ontmoeting
| WK 2018 kwalificatie (Tbilisi, Georgië, 6 oktober 2017): |              | |
| Georgië | 0 – 1        | Wales |
| | goals        | 49' Tom Lawrence |
| Vladimír Weiss | bondscoach   | Chris Coleman |
| Giorgi Loria Goeram Kasjia Solomon Kvirkvelia Dzjaba Kankava Vako Kazaisjvili Nika Kvekveskiri 76' Giorgi Kvilitaia 76' Vako Gvilia 89' Otar Kakabadze Giorgi Merebasjvili Giorgi Navalovski | opstellingen | Wayne Hennessey Chris Gunter Ben Davies James Chester Ashley Williams Joe Allen Andy King Aaron Ramsey 81' Joe Ledley 90+1' Tom Lawrence 74' Sam Vokes |
| Dzjaba Dzjigaoeri 76' Davit Schirtladze 76' Davit Chotsjolava 89' | wissels      | 74' Hal Robson-Kanu 81' David Edwards 90+1' Ben Woodburn                                                                                               |
| | gele kaarten | 55' Tom Lawrence |

GFF · A-internationals · Bondscoaches · Statistieken · Georgisch vrouwenelftal · Georgië U21 · Georgië U20 · Georgië U19 · Georgië U18 · Georgië U17 · Georgië U16
1990 – 1999 ·
2000 – 2009 ·
2010 – 2019 ·
2020 − 2029
1990 · 
1991 · 
1992 · 
1993 · 
1994 · 
1995 · 
1996 · 
1997 · 
1998 · 
1999 · 
2000 · 
2001 · 
2002 · 
2003 · 
2004 · 
2005 · 
2006 · 
2007 · 
2008 · 
2009 · 
2010 · 
2011 · 
2012 · 
2013 · 
2014 · 
2015 ·
2016 ·
2017 ·
2018 ·
2019 ·
2020 ·
2021 ·
2022 ·
2023 ·
2024
Albanië ·
Andorra ·
Armenië ·
Azerbeidzjan ·
Bosnië en Herzegovina ·
Bulgarije ·
Cyprus ·
Denemarken ·
Duitsland ·
Egypte ·
Engeland ·
Estland ·
Faeröer ·
Finland ·
Frankrijk ·
Gibraltar ·
Griekenland ·
Hongarije ·
Ierland ·
IJsland ·
Iran ·
Israël ·
Italië ·
Jordanië ·
Kameroen ·
Kazachstan ·
Kosovo ·
Kroatië ·
Letland ·
Libanon ·
Liechtenstein ·
Litouwen ·
Luxemburg ·
Malta ·
Marokko ·
Moldavië ·
Mongolië ·
Montenegro · 
Nederland ·
Nieuw-Zeeland ·
Nigeria ·
Noord-Ierland ·
Noord-Macedonië ·
Noorwegen ·
Oekraïne ·
Oezbekistan ·
Oostenrijk ·
Paraguay ·
Polen ·
Portugal ·
Qatar ·
Roemenië ·
Rusland ·
Saint Kitts en Nevis ·
Saoedi-Arabië ·
Schotland ·
Servië ·
Slovenië ·
Slowakije ·
Spanje ·
Thailand ·
Tsjechië ·
Tunesië ·
Turkije ·
Uruguay ·
Verenigde Arabische Emiraten ·
Wales ·
Wit-Rusland ·
Zuid-Afrika ·
Zuid-Korea ·
Zweden ·
Zwitserland
FAW · A-internationals · Bondscoaches · Statistieken · Welsh vrouwenelftal · Brits olympisch elftal · Wales U21 · Wales U20 · Wales U19 · Wales U18 · Wales U17 · Wales U16
1876 – 1899 ·
1900 – 1919 ·
1920 – 1929 ·
1930 – 1939 ·
1940 – 1949 ·
1950 – 1959 ·
1960 – 1969 ·
1970 – 1979 ·
1980 – 1989 ·
1990 – 1999 ·
2000 – 2009 ·
2010 – 2019 ·
2020 − 2029
EK 2016 · 
EK 2020
WK 1958
1876 · 
1877 · 
1878 · 
1879 · 
1880 · 
1881 · 
1882 · 
1883 · 
1884 · 
1885 · 
1886 · 
1887 · 
1888 · 
1889 · 
1890 · 
1891 · 
1892 · 
1893 · 
1894 · 
1895 · 
1896 · 
1897 · 
1898 · 
1899 · 
1900 · 
1901 · 
1902 · 
1903 · 
1904 · 
1905 · 
1906 · 
1907 · 
1908 · 
1909 · 
1910 · 
1911 · 
1912 · 
1913 · 
1914 · 
1915 · 1916 · 1917 · 1918 · 1919 · 
1920 · 
1921 · 
1922 · 
1923 · 
1924 · 
1925 · 
1926 · 
1927 · 
1928 · 
1929 · 
1930 · 
1931 · 
1932 · 
1933 · 
1934 · 
1935 · 
1936 · 
1937 · 
1938 · 
1939 · 
1940 · 1941 · 1942 · 1943 · 1944 · 1945 · 
1946 · 
1947 · 
1948 · 
1949 · 
1950 · 
1952 · 
1952 · 
1953 · 
1954 · 
1955 · 
1956 · 
1957 · 
1958 · 
1959 · 
1960 · 
1961 · 
1962 · 
1963 · 
1964 · 
1965 · 
1966 · 
1967 · 
1968 · 
1969 · 
1970 · 
1971 · 
1972 · 
1973 · 
1974 · 
1975 · 
1976 · 
1977 · 
1978 · 
1979 · 
1980 · 
1981 · 
1982 · 
1983 · 
1984 · 
1985 · 
1986 · 
1987 · 
1988 · 
1989 · 
1990 · 
1991 · 
1992 · 
1993 · 
1994 · 
1995 · 
1996 · 
1997 · 
1998 · 
1999 · 
2000 · 
2001 · 
2002 · 
2003 · 
2004 · 
2005 · 
2006 · 
2007 · 
2008 · 
2009 · 
2010 · 
2011 · 
2012 · 
2013 · 
2014 · 
2015 · 
2016 · 
2017 ·
2018 ·
2019 ·
2020 ·
2021 ·
2022 ·
2023
Albanië ·
Andorra ·
Argentinië ·
Armenië ·
Australië ·
Azerbeidzjan ·
België ·
Bosnië en Herzegovina ·
Brazilië ·
Bulgarije ·
Canada ·
Chili ·
China ·
Costa Rica ·
Cyprus ·
DDR ·
Denemarken ·
Duitsland ·
Engeland ·
Estland ·
Faeröer ·
Finland ·
Frankrijk ·
Georgië ·
Gibraltar ·
Griekenland ·
Hongarije ·
Ierland ·
IJsland ·
Iran ·
Israël ·
Italië ·
Jamaica ·
Japan ·
Joegoslavië ·
Kazachstan ·
Koeweit ·
Kroatië ·
Letland ·
Liechtenstein ·
Luxemburg ·
Malta ·
Mexico ·
Moldavië ·
Montenegro ·
Nederland ·
Nieuw-Zeeland ·
Noord-Ierland ·
Noord-Macedonië ·
Noorwegen ·
Oekraïne ·
Oostenrijk ·
Panama ·
Paraguay ·
Polen ·
Portugal · 
Qatar ·
Roemenië ·
Rusland ·
San Marino ·
Saoedi-Arabië ·
Schotland ·
Servië ·
Servië en Montenegro ·
Slovenië ·
Slowakije ·
Sovjet-Unie ·
Spanje ·
Trinidad & Tobago ·
Tsjechië ·
Tsjecho-Slowakije ·
Tunesië ·
Turkije ·
Uruguay ·
Verenigde Staten ·
Wit-Rusland ·
Zuid-Korea ·
Zweden ·
Zwitserland
Engeland (2016) · 
Denemarken (2021) · 
Italië (2021) · 
Rusland (2016) ·
Slowakije (2016) · 
Turkije (2021) · 
Zwitserland (2021)